# 의동초등학교
의동초등학교는 대한민국 전라남도 진도군 의신면 초사리에 있었던 공립 초등학교이다.

## 연혁
- 1944년 7월 20일 의신국민학교 초사분교장으로 설립
- 1945년 10월 19일 의동국민학교로 승격 인가
- 1945년 11월 22일 개교
- 1985년 2월 2일 도지정 급식 연구학교
- 1988년 3월 1일 과학 시범학교
- 1996년 3월 1일 의동초등학교로 개칭
- 2000년 10월 30일 환경보전 선도활동 시범학교
- 2001년 3월 1일 환경교육 연구학교
- 2002년 3월 1일 군지정 관광 예절교육 연구학교
- 2004년 3월 1일 도지정 생활지도교육 연구학교
- 2014년 3월 1일 의신초등학교로 통합